# Своя земля
«Своя земля» — радянський художній фільм 1973 року, знятий режисером Петром Тодоровським на Творчому об'єднанні «Екран».

## Сюжет
За повістю Ф. Абрамова «Безбатченківщина».

## У ролях
- Павло Шальнов — Кузьма (озвучив Леонід Куравльов)
- Г. Калігін — Володька
- Леонід Іудов — Микита
- Світлана Жгун — мати Колі
- Сергій Жуков — Колька
- Наталія Чаплигіна — Нюра
- Валентина Бєляєва — Парася
- Михайло Жиров — епізод
- Людмила Цвєткова — епізод
- Михайло Бочаров — Ігнат
- Валентина Коротаєва — епізод
- Т. Миронова — епізод
- Олександр Аржиловський — епізод
- М. Мадорова — епізод
- Сергій Швардигулов — епізод
- Н. Карпов — епізод

## Знімальна група
- Режисер — Петро Тодоровський
- Сценарист — Євген Григор'єв
- Оператор — Леван Пааташвілі
- Композитор — Євген Стіхін
- Художник — Петро Пророков